# Veyrier
Veyrier és un municipi suís del cantó de Ginebra.